# R3 (Republica Moldova)
R3 este o șosea în partea central-sudică a Republicii Moldova, cu o lungime de 98 km. Având un statut de drum republican, acesta leagă capitala Chișinău via Hîncești și Cimișlia de granița cu Ucraina prin Basarabeasca.